# کم‌دار
کم‌دار (انگلیسی: Disadvantaged) یک اصطلاح عمومی برای افراد یا گروه‌هایی از افراد است که:
- با مشکلات ویژه‌ای نظیر بیماری‌های جسمی یا روانی روبه‌رو هستند، و یا
- فاقد پول یا حمایت اقتصادی هستند.